# Konterdam
Konterdam of Conterdam is een wijk in Stene, een deelgemeente van de Belgische badstad Oostende. De wijk ligt in het zuidoosten van het stadscentrum. Konterdam ligt net buiten de ring, en wordt ten noorden begrensd door de Oostendse haven. De snelweg A10 doorsnijdt Konterdam en eindigt er in de stad.

## Geschiedenis
De eerste huizen werden gebouwd in 1902. In 1906 reeds werd onder impuls van Louis Masselis, pastoor van de Sint-Annaparochie in Stene, een schooltje gebouwd. Enkele zusters van Liefde uit Rumbeke kwamen er les geven. Van 1907 tot 1912 werden in de school ook eucharistievieringen gehouden. In 1912 werd op de Konterdam de Sint-Catharineparochie gesticht (nu onderdeel van de federatie Kana). Bij de aanleg van de A10-autosnelweg werd de wijk grotendeels in tweeën gesplitst. Het gedeelte ten noorden van de A10 wordt officieus de Oude Conterdam genoemd, het gedeelte tussen de A10 en de Gistelsesteenweg Nieuwe Conterdam'. Door de fusie van Stene met Oostende in 1971 werd Konterdam een Oostendse wijk. Toen enkele jaren na de fusie het stadsbestuur officiële wijkraden oprichtte, werd de Nieuwe Conterdam echter ingedeeld bij de wijk Stene. Hierdoor vielen de wijkgrenzen niet meer samen met de parochiegrenzen. Pas in 2007 werden de historische wijkgrenzen hersteld. De bewoners van de Nieuwe Conterdam voelden zich immers nog steeds meer verbonden met de bewoners van de Oude Conterdam dan met die van Stene.

## Verkeer en openbaar vervoer
Een brug (Oprit) en een fietsers- en voetgangerstunnel tussen de Oudstationsstraat en de Guido Gezellestraat verbinden de Oude Conterdam en de Nieuwe Conterdam met elkaar. Op 20 december 2019 werd de brug afgesloten voor autoverkeer wegens de slechte toestand. De brug werd in de nacht van 5 op 6 februari 2021 afgebroken. Er komt op termijn een fiets- en voetgangersbrug. Een plan uit 2006 om het laatste stuk van de A10  om te vormen naar een gewestweg en de brug door een gelijkvloerse kruising te vervangen, gaat niet door.
Konterdam had lange tijd een station aan de voormalige spoorlijn 62 Oostende-Torhout. In de dienstregeling had het station echter de naam Stene.
De wijk Konterdam wordt bediend door de stadsbus lijn 1.  De wijk wordt 's avonds bediend door lijnen 81 en 83. De voorstadslijnen naar Oudenburg (haltes op de Oude Conterdam) en naar Gistel (haltes op de Nieuwe Conterdam) lopen ook door de wijk. 